# Las horas del día
Las horas del día è un film del 2003 diretto da Jaime Rosales.